# Operazione Budapest

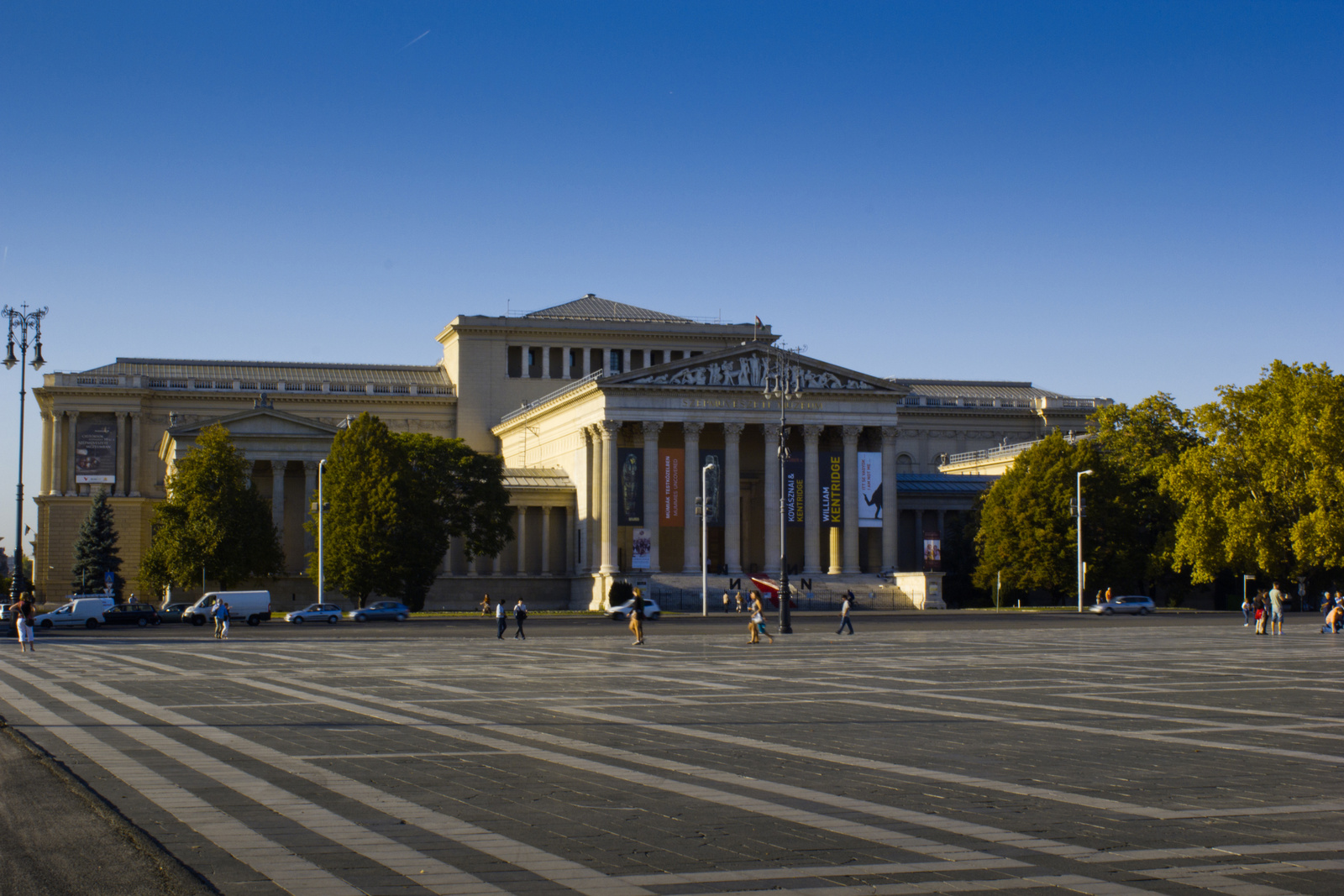
Il Museo di belle arti di Budapest

L'operazione Budapest è stata un'operazione di servizio investigativo, realizzata dai carabinieri italiani e dalle forze di polizia ungheresi ed elleniche per il recupero di opere d'arte.

## Il furto
Nella notte fra sabato 5 e domenica 6 novembre 1983, una banda di ladri d'arte composta da cinque italiani, con il supporto logistico di tre ungheresi, sottrasse dal Museo di belle arti di Budapest (il Szépművészeti Múzeum) sette opere dei pittori italiani Raffaello, Giorgione, Tintoretto e Tiepolo. Il furto ebbe un'enorme risonanza internazionale (la "rapina d'arte del secolo" lo definì la Budapest Rundschau) per il pregio dei pezzi rubati, non certo per i rocamboleschi stratagemmi ideati dai razziatori che, con il sistema d'allarme in tilt da tre settimane (guarda caso, proprio una settimana dopo l'arrivo a Budapest del gruppo italiano, il cui capobanda era un esperto nel mettere fuori uso ogni tipo di antifurto), con i ponteggi allestiti per il restauro della facciata e senza alcun tipo di sorveglianza notturna all'interno, non dovettero fare altro che forzare una finestra con il grimaldello, entrare e scegliere i quadri da asportare.

## Le indagini
Il saccheggio venne scoperto solo il lunedì mattino, quando ormai la banda era già uscita dai confini ungheresi, ma il Nucleo tutela patrimonio artistico dei Carabinieri fu subito coinvolto dall'Interpol nelle indagini perché nel museo, ispezionato dopo il furto, vennero ritrovati numerosi indizi fra cui un cacciavite e una busta con scritte in italiano. Grazie a un paziente e assiduo lavoro di ricerca negli archivi e nell'ambiente dei trafficanti d'arte, gli investigatori italiani poterono formulare le prime supposizioni sui componenti della banda: gli emiliani Ivano Scianti (capo e mente del gruppo, soprannominato l'"Arsenio Lupin dell'arte") con il suo factotum Graziano Iori e l'amico Giacomo Morini, oltre ai vecchi compari Carmine Palmese (vetraio di Avellino, "abile nello staccare le tele dalle cornici senza danneggiarle" come avrebbero in seguito affermato i gendarmi greci) e Giordano Incerti.
L'ipotesi investigativa venne confermata a dicembre, quando la polizia magiara arrestò uno dei basisti di Budapest: la bella Katalin Jónás, sedicenne innamorata di Scianti, che confessò di aver reclutato un disoccupato e un fruttivendolo, Gusztáv Kovács e il fratellastro József Raffai, perché procurassero le Trabant necessarie al colpo e i vari nascondigli per gli italiani, e perché facessero da "pali" durante la rapina. La Jónás confermò anche l'arrivo a Budapest degli italiani in ottobre e l'immediata partenza di Morini con le tele subito dopo il furto. Una però era stata promessa ai complici ungheresi in pegno dei 10.000 dollari loro spettanti una volta venduta l'intera refurtiva: il Ritratto di giovane di Raffaello. Prima di Natale anche gli altri due complici furono arrestati alla periferia di Budapest e il Raffaello recuperato intatto vicino a una discarica dov'era stato sepolto. Nel successivo processo, Kovács fu condannato a 12 anni di prigione e Raffai a 7 di carcere, mentre la giovane minorenne fu accusata solo di favoreggiamento cavandosela con 6 mesi e la condizionale.
Emessi nel frattempo gli ordini di cattura internazionali e coinvolta nelle indagini anche la polizia ellenica, la direzione congiunta dell'operazione portò all'arresto del primo dei ladri d'arte italiani. Se infatti la banda era scomparsa nel nulla, la Ritmo rossa di Giacomo Morini figurava però in uscita a Letenye, al confine con la Jugoslavia, poche ore dopo la rapina e la polizia greca ne trovò altre tracce a Itea, minuscola cittadina costiera della Focide affacciata sul golfo di Corinto: qui la Ritmo era stata recentemente riparata e qui, risalendo nel tempo, gli agenti provarono la presenza del Morini il 7 novembre al Galini Hotel e rintracciarono infine un tassista che lo stesso giorno lo aveva portato a casa del milionario "re degli ulivi" Efthymios Moschachlaides.
A metà gennaio del 1984 Morini venne fermato al confine greco e, di fronte alle contestazioni mossegli, ammise la sua partecipazione al furto su commissione per un compenso di 50.000 dollari e il trasporto in Grecia sulla propria auto delle tele rubate; confermò anche l'identità del ricco committente greco, che venne poi arrestato insieme a un suo impiegato accusato di ricettazione (ed entrambi scarcerati sei mesi dopo). Il 20 gennaio tutto il resto della refurtiva fu recuperato in una valigia nascosta nel giardino del santuario di Panagia Trypiti, situato ad Aigio, un'altra località balneare sempre sul golfo di Corinto, ma sul lato opposto (quello peloponnesiaco) del braccio di mare rispetto a Itea e dove i Moschachlaides avevano delle proprietà.
Insieme a Morini finirono in carcere anche Palmese e Incerti. Il 27 febbraio Ivano Scianti fu catturato a Rubiera, fra Modena e Reggio Emilia, e due giorni dopo Graziano Iori si costituì ai carabinieri di Ventimiglia rientrando dalla Francia, dove si era rifugiato all'indomani del furto di Budapest. Otto mesi dopo, a Roma, al termine del processo a loro carico, Morini e Scianti furono condannati a 4 anni e 6 mesi di reclusione, mentre per gli altri tre componenti della banda la pena fu di 4 anni e 9 mesi.

## Le opere trafugate e recuperate
- Ritratto di giovane, Raffaello Sanzio
- Madonna Esterhazy, Raffaello Sanzio
- Autoritratto, Giorgione
- Ritratto di gentiluomo, Tintoretto
- Ritratto di gentildonna, Tintoretto
- Madonna e sei santi, Giambattista Tiepolo
- Riposo durante la fuga in Egitto, Giambattista Tiepolo

## Film sull'operazionea
- Operazione Budapest, documentario, 2019, regia di Gilberto Martinelli.